# Kajaran
Kajaran (armenio: Քաջարան) es una comunidad urbana de Armenia perteneciente a la provincia de Syunik'.
En 2011 tiene 7163 habitantes.
Su historia está ligada a la minería del metal, pues antiguamente no era una ciudad sino un área rural donde había minas, que se cree que llevan utilizándose desde la Edad del Bronce. En los siglos XIX y XX se descubrieron notables yacimientos de cobre, que llevaron al gobierno soviético a construir aquí en 1952 una planta industrial de cobre y molibdeno, con la consiguiente necesidad establecer una ciudad para acoger a los trabajadores. La nueva ciudad de Kajaran, fundada en 1958, tomó el nombre del pueblo vecino homónimo y se creó con inmigrantes de Kapan y Karabaj.
Se ubica sobre la carretera M2, a medio camino entre Kapan e Irán.